# 橋本由衣
橋本 由衣（はしもと ゆい、1990年5月14日 - ）は、岩手県出身の女子バドミントン選手。バドミントン日本代表に選出されている。

## 経歴
青森山田高校時代、3年生時の2008年インターハイ女子シングルス・ダブルスでベスト4。高校卒業後の2009年、NTT東日本に入社した。2014年より女子バドミントン部のキャプテンを務めている。
2012年、ロシアオープンで国際大会シングルス初優勝。同年の全日本社会人バドミントン選手権大会シングルスで初優勝。全日本総合バドミントン選手権大会シングルスで初のベスト8入り。
2014年、大阪インターナショナルチャレンジで優勝。オーストラリア・オープンでBWFスーパーシリーズ自身初のベスト4。全日本総合選手権でベスト4。
2015年、インドネシアオープン（スーパーシリーズプレミア）で2011年世界選手権優勝の王儀涵や2014年優勝のカロリナ・マリンなどを破り決勝進出。決勝ではラチャノック・インタノンに敗れたがプレミアで自身初の準優勝。